# Pailin (Provinz)
Pailin (ប៉ៃលិន, Umschrift: Pailĭn, IPA: [pai̯lin]) ist eine Provinz von Kambodscha mit gleichnamiger Provinzhauptstadt. Die Provinz liegt im Westen des Landes am nördlichen Rand der kambodschanischen Kardamomberge und grenzt an die Provinz Battambang und an Thailand. Die Provinz wurde 1996 als Munizipalität auf Provinzniveau aus der Provinz Battambang herausgelöst und 2008 durch ein königliches Dekret zur Provinz erhoben.
Pailin hat 75.112 Einwohner (Stand: Zensus 2019). 2017 betrug die Einwohnerzahl 117.600.
Die Provinz Pailin ist in zwei Bezirke, acht Gemeinden und 82 Dörfer unterteilt:
| Bezirke | Bezirke | Bezirke      | zugeordnete Gemeinden                                                        |
| Geocode | Khmer   | Bezirksnamen | zugeordnete Gemeinden                                                        |
| ------- | ------- | ------------ | ---------------------------------------------------------------------------- |
| 2401    | ក្រុងប៉ៃលិន  | Krong Pailin | - Sangkat Pailin - Sangkat Ou Ta Vau - Sangkat Tuol Lvea - Sangkat Bar Yakha |
| 2402    | សាលាក្រៅ    | Sala Krau    | - Sala Krau - Stueng Trang - Stueng Kach - Ou Andoung                        |